# Jansenella
Jansenella là một chi thực vật có hoa trong họ Hòa thảo (Poaceae).

## Loài
Chi Jansenella gồm các loài: